# Alan Gua

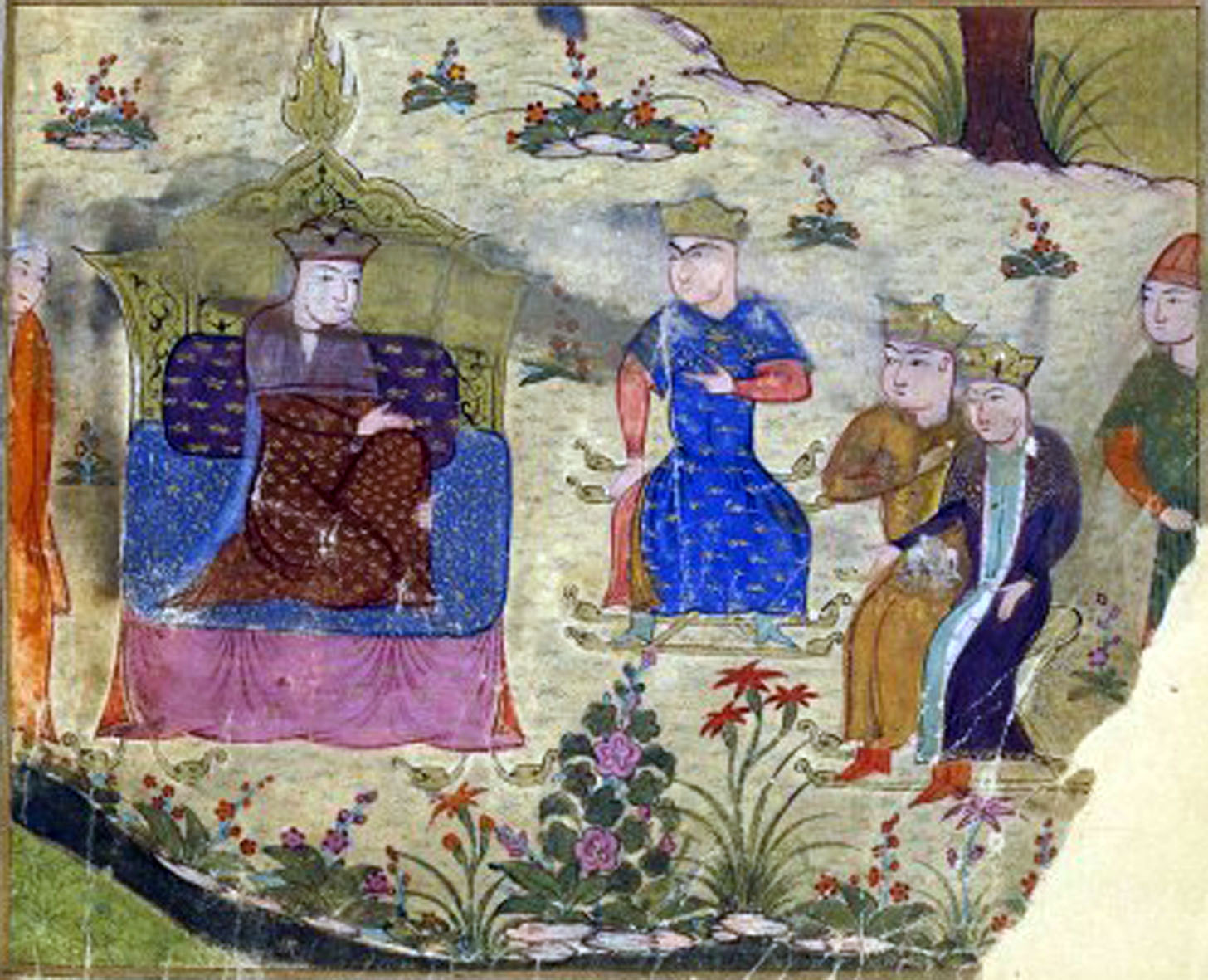
Alan Gua und ihre Söhne, Buchillustration aus dem Dschāmiʿ at-tawārīch von Rashid-al-Din Hamadani.

Alan Gua (mongolisch Алун гуа ᠠᠯᠤᠨ ᠭᠤᠸᠠ, Alun gua, dt. „Alun die Schönheit“; mn. Gua/Guva/Quwa bedeutet „Schönheit“) ist eine mythische Figur aus der Geheimen Geschichte der Mongolen, elf Generationen nach dem Grauweißen Wolf und der Roten Hirschkuh („Börte Chino“ und „Gua Maral“) und zehn Generationen vor Dschingis Khan.
Ihre fünf Söhne werden als Vorfahren der verschiedenen mongolischen Clans beschrieben. (Das heißt, die Dörvöd sollen die Nachkommen von Alan Guas Schwager Duwa Sochor gewesen sein, und die Ursprünge der Chori-Tumed (Khori-Tumed) und Urianchai (Урианхай) werden überhaupt nicht erklärt.) Sie erscheint auch in der zentralasiatischen Version der Fabel von den fünf Pfeilen, welche in westlichen Quellen als Der alte Mann und seine Söhne bekannt ist.

## Die Geheime Geschichte der Mongolen
Die „Geheime Geschichte“ erzählt, dass Alan Guas Clan ursprünglich aus der Gegend von Chori-Tumed stammte und nach Burchan Chaldun zog, als die Jagdgründe eingezäunt wurden. Alan Gua wurde zuerst von Duva Sokhor entdeckt und heiratete später Duva Sokhors Bruder, Dobun Mergen.

### Fünf Pfeile
Alan Gua hatte zu Lebzeiten von Dobun Mergen zwei Söhne (Begünütei und Belgünütei) und nach dem Tod ihres Mannes drei weitere (Bukha Khatagi, Bukhatu-Salji und Bodontschar Mönch). Dies ließ ihre beiden älteren Söhne vermuten, dass die drei jüngeren Söhne von einem Urianchai-Sklaven gezeugt worden waren.
Als Alan Gua von diesen Verdächtigungen hörte, rief sie ihre fünf Söhne zum Essen zusammen. Dann gab sie jedem von ihnen einen Pfeil und bat sie, diesen zu zerbrechen. Anschließend bündelte sie fünf Pfeile und forderte sie auf, das Bündel zu zerbrechen. Doch sie konnten es nicht. Dies zeigte ihnen die Macht der Einigkeit: eine Lektion, die Hoelun später ihren eigenen Söhnen beibrachte.

### Der glitzernde Besucher
Alan Guas Erklärung für die Zeugung ihrer drei jüngeren Söhne ist der Besuch eines glitzernden Besuchers, der jede Nacht durch die Dachöffnung ihrer Jurte kam und jeden Morgen auf den Sonnen- oder Mondstrahlen „wie ein gelber Hund“ kletterte. Sie schloss daraus, dass die jüngeren Söhne Kinder des Himmels sein müssten und es daher unangebracht sei, sie mit gewöhnlichen Menschen zu vergleichen. Ihre älteren Söhne vermuteten, dass der Bayad-Sklave ihrer Familie der wahrscheinliche Vater sei. Sie riet ihren fünf Söhnen, dass sie wie die fünf Pfeile zerschmettert würden, wenn sie versuchten, allein zu bleiben. Hielten sie aber zusammen wie ein Bündel von fünf Pfeilen, könne ihnen nichts etwas anhaben. Daher könnten die sogenannten „Nilun“-Mongolen Nachkommen von Bayad-Stammesangehörigen sein, die mit Alan geschlafen hatten. Es ist mehr als wahrscheinlich, dass Alan heimlich den Bayad-Diener erneut heiratete und die späteren „Nilun“-Mongolen zur Welt brachte. Durch die Bevorzugung gelang es Alan Gua, ihre Söhne, die Nachkommen Dobun Mergens, durch die Religiosität zu manipulieren und sie glauben zu machen, die unehelichen „Nilun“-Mongolen seien Nachkommen von Göttern. Die Nachkommen Dobuns wurden daher zu sogenannten „Dilegun“ („Einfachen“).

## Statue
Die Geheime Geschichte besagt, dass Alan Guas Clan aus einem Ort namens „Arig usun“ (=„reines Wasser“) stammt, und einige mongolische Autoren glauben, dass sich dies auf das Arig gol im mongolischen Chöwsgöl-Aimag bezieht. Eine drei Meter hohe Statue wurde 1992 am Fluss errichtet, an der Mündung des Chöwsgöl Gol, zwölf Kilometer vom Zentrum von Tschandman-Өndөr (Chandmani-Öndör sum) entfernt.